# Équipe de France de football à la Coupe des confédérations 2003
Cet article relate le parcours de l'équipe de France de football à la Coupe des confédérations 2003, organisée en France. En vertu d'un accord avec les clubs, le sélectionneur Jacques Santini n'a pas appelé de joueurs évoluant dans le championnat espagnol, celui-ci se terminant le 22 juin 2003. Zinédine Zidane et Claude Makelele, joueurs du Real Madrid, ne disputent donc pas cette compétition.

## Effectif
La liste des 23 joueurs retenus pour la compétition a été annoncé par Jacques Santini le 2 juin 2003.
| Numéro / Nom       | Numéro / Nom        | Club                                     | Date de naissance | J.              | Buts            | Rouge           | J/R             | Jaune           |
| Gardiens de but    | Gardiens de but     | Gardiens de but                          | Gardiens de but   | Gardiens de but | Gardiens de but | Gardiens de but | Gardiens de but | Gardiens de but |
| ------------------ | ------------------- | ---------------------------------------- | ----------------- | --------------- | --------------- | --------------- | --------------- | --------------- |
| 16                 | Fabien Barthez      | Manchester United ()                     | 28 juin 1971      | 2               | -               | -               | -               | -               |
| 23                 | Grégory Coupet      | Olympique lyonnais ()                    | 31 décembre 1972  | 2               | -               | -               | -               | -               |
| 1                  | Mickaël Landreau    | FC Nantes ()                             | 14 mai 1979       | 1               | -               | -               | -               | -               |
| Défenseurs         |                     |                                          |                   |                 |                 |                 |                 |                 |
| 4                  | Jean-Alain Boumsong | Association de la jeunesse auxerroise () | 14 décembre 1979  | 1               | -               | -               | -               | -               |
| 8                  | Marcel Desailly     | Chelsea Football Club ()                 | 7 septembre 1968  | 4               | -               | -               | -               | -               |
| 5                  | William Gallas      | Chelsea Football Club ()                 | 18 août 1977      | 4               | -               | -               | -               | -               |
| 3                  | Bixente Lizarazu    | Bayern Munich ()                         | 9 décembre 1969   | 3               | -               | -               | -               | 1               |
| 2                  | Philippe Mexès      | Association de la jeunesse auxerroise () | 30 mars 1982      | 2               | -               | -               | -               | 1               |
| 19                 | Willy Sagnol        | Bayern Munich ()                         | 18 mars 1977      | 2               | -               | 1               | -               | -               |
| 13                 | Mikaël Silvestre    | Manchester United ()                     | 9 août 1977       | 2               | -               | -               | -               | -               |
| 15                 | Lilian Thuram       | Juventus ()                              | 1er janvier 1972  | 4               | -               | -               | -               | -               |
| Milieux de terrain |                     |                                          |                   |                 |                 |                 |                 |                 |
| 21                 | Ousmane Dabo        | Atalanta Bergame ()                      | 8 février 1977    | 3               | -               | -               | -               | -               |
| 6                  | Olivier Dacourt     | AS Rome ()                               | 25 septembre 1974 | 4               | -               | -               | -               | 1               |
| 10                 | Ludovic Giuly       | AS Monaco ()                             | 10 juillet 1976   | 3               | 1               | -               | -               | 1               |
| 17                 | Olivier Kapo        | Association de la jeunesse auxerroise () | 27 septembre 1980 | 2               | 1               | -               | -               | 1               |
| 18                 | Benoît Pedretti     | FC Sochaux ()                            | 12 novembre 1980  | 4               | -               | -               | -               | -               |
| 7                  | Robert Pirès        | Arsenal Football Club ()                 | 29 octobre 1973   | 5               | 3               | -               | -               | -               |
| 14                 | Jérôme Rothen       | AS Monaco ()                             | 31 mars 1978      | 1               | -               | -               | -               | -               |
| Attaquants         |                     |                                          |                   |                 |                 |                 |                 |                 |
| 9                  | Djibril Cissé       | Association de la jeunesse auxerroise () | 12 août 1981      | 4               | 1               | -               | -               | -               |
| 22                 | Sidney Govou        | Olympique lyonnais ()                    | 27 juillet 1979   | 3               | 1               | -               | -               | 1               |
| 12                 | Thierry Henry       | Arsenal Football Club ()                 | 17 août 1977      | 5               | 4               | -               | -               | 1               |
| 20                 | Steve Marlet        | Fulham Football Club ()                  | 10 janvier 1974   | 3               | -               | -               | -               | -               |
| 11                 | Sylvain Wiltord     | Arsenal Football Club ()                 | 10 mai 1974       | 5               | 1               | -               | -               | 1               |
| Sélectionneur      |                     |                                          |                   |                 |                 |                 |                 |                 |
|                    | Jacques Santini     |                                          | 25 avril 1952     |                 |                 |                 |                 |                 |

## Coupe des Confédérations 2003

### Premier tour
|   | Équipe           | Pts | J | G | N | P | BP | BC | Diff |
| - | ---------------- | --- | - | - | - | - | -- | -- | ---- |
| 1 | France           | 9   | 3 | 3 | 0 | 0 | 8  | 1  | +7   |
| 2 | Colombie         | 6   | 3 | 2 | 0 | 1 | 4  | 2  | +2   |
| 3 | Japon            | 3   | 3 | 1 | 0 | 2 | 4  | 3  | +1   |
| 4 | Nouvelle-Zélande | 0   | 3 | 0 | 0 | 3 | 1  | 11 | -10  |

| 18 juin 2003 | Japon    | 3 | 0 | Nouvelle-Zélande |
|              | France   | 1 | 0 | Colombie         |
| 20 juin 2003 | Colombie | 3 | 1 | Nouvelle-Zélande |
|              | France   | 2 | 1 | Japon            |
| 22 juin 2003 | Colombie | 1 | 0 | Japon            |
|              | France   | 5 | 0 | Nouvelle-Zélande |

| 18 juin 2003 21:00        | France           | 1 - 0   | Colombie | Stade Gerland, Lyon                               |                                                   |
| Historique des rencontres | Henry 39e (pen.) | (1 - 0) |          | Spectateurs : 38 541 Arbitrage : Lucílio Baptista | Spectateurs : 38 541 Arbitrage : Lucílio Baptista |
| Historique des rencontres | (Rapport)        |         |          | Spectateurs : 38 541 Arbitrage : Lucílio Baptista | Spectateurs : 38 541 Arbitrage : Lucílio Baptista |

| 20 juin 2003 21:00        | France                       | 2 - 1   | Japon        | Stade Geoffroy-Guichard, Saint-Étienne       |                                              |
| Historique des rencontres | Pirès 43e (pen.) · Govou 65e | (1 - 0) | 59e Nakamura | Spectateurs : 33 070 Arbitrage : Mark Shield | Spectateurs : 33 070 Arbitrage : Mark Shield |
| Historique des rencontres | (Rapport)                    |         |              | Spectateurs : 33 070 Arbitrage : Mark Shield | Spectateurs : 33 070 Arbitrage : Mark Shield |

| 22 juin 2003 21:00        | France                                                       | 5 - 0   | Nouvelle-Zélande | Stade de France, Saint-Denis                   |                                                |
| Historique des rencontres | Kapo 17e · Henry 20e · Cissé 71e · Giuly 90+1e · Pirès 90+3e | (2 - 0) |                  | Spectateurs : 36 842 Arbitrage : Masoud Moradi | Spectateurs : 36 842 Arbitrage : Masoud Moradi |
| Historique des rencontres | (Rapport)                                                    |         |                  | Spectateurs : 36 842 Arbitrage : Masoud Moradi | Spectateurs : 36 842 Arbitrage : Masoud Moradi |

### Demi-finale
| 26 juin 2003 21:00        | France | 3 - 2   | Turquie | Stade de France, Saint-Denis                     |                                                  |
| Historique des rencontres | Henry 11e · Pirès 26e · Wiltord 43e | (3 - 1) | 42e Gökdeniz · 48e Tuncay | Spectateurs : 41 195 Arbitrage : Jorge Larrionda | Spectateurs : 41 195 Arbitrage : Jorge Larrionda |
| Historique des rencontres | (Rapport) |         | | Spectateurs : 41 195 Arbitrage : Jorge Larrionda | Spectateurs : 41 195 Arbitrage : Jorge Larrionda |
| Historique des rencontres | Coupet - Thuram, Silvestre 44e, Desailly , Gallas - Dacourt, Pirès ( 70e Kapo 75e), Pedretti 6e, Govou ( 66e Cissé) - Henry, Wiltord ( 78e Giuly 82e) | Équipes | Recber ( 36e Catkic) - Korkmaz 75e, Fatih Akyel 35e, Ozalan, Penbe - Tuncay, Şahin ( 85e Arslan), Karadeniz, Ibrahim Üzülmez - Yilmaz, Basturk ( 81e Ates) | Spectateurs : 41 195 Arbitrage : Jorge Larrionda | Spectateurs : 41 195 Arbitrage : Jorge Larrionda |

### Finale
| 29 juin 2003                      | Cameroun | 0 - 1 b.e.o    | France | Stade de France, Saint-Denis                     |                                                  |
| 21:00 · Historique des rencontres | | (0 - 0, 0 - 0) | 98e Henry | Spectateurs : 51 985 Arbitrage : Valentin Ivanov | Spectateurs : 51 985 Arbitrage : Valentin Ivanov |
| 21:00 · Historique des rencontres | (Rapport) |                | | Spectateurs : 51 985 Arbitrage : Valentin Ivanov | Spectateurs : 51 985 Arbitrage : Valentin Ivanov |
| 21:00 · Historique des rencontres | Kameni - Perrier-Doumbé, Song , Mettomo - Atouba, Mezague ( 91e Emana) - Geremi, M'Bami 89e, Djemba-Djemba, Idrissou - N'Diefi ( 67e Eto'o) | Équipes        | Barthez - Sagnol ( 76e Thuram), Gallas, Desailly , Lizarazu - Dacourt ( 43e, 90e Kapo), Pedretti, Giuly, Wiltord ( 65e Pirès) - Cissé, Henry | Spectateurs : 51 985 Arbitrage : Valentin Ivanov | Spectateurs : 51 985 Arbitrage : Valentin Ivanov |

## Récompenses
| Soulier d'or de la FIFA | Ballon d'or de la FIFA |
| ----------------------- | ---------------------- |
| Thierry Henry           | Thierry Henry          |